# Misery Lit
Misery Lit ist ein abwertender Ausdruck, der angeblich vom Bookseller Magazin geprägt wurde.
Er bezeichnet Literatur, die sich vor allem mit dem persönlichen Kindheitstrauma des Protagonisten auseinandersetzt. Als der Beginn des Genres gelten The Awful Disclosures of Maria Monk, Or, The Hidden Secrets of a Nun's Life (1836) von Maria Monk. Diese behauptete, sie sei als Nonne gezwungen worden mit Priestern Sex zu haben. Die Kinder seien getauft und erwürgt worden. Tatsächlich war Monk nie eine Nonne, sondern eine Prostituierte und die beschriebenen Ereignisse haben nicht stattgefunden.
Als Beispiele werden A child called it von Dave Pelzer, Wilde Schwäne von Jung Chang und Die Asche meiner Mutter von Frank McCourt genannt. Ein weiteres Beispiel ist Don't ever tell von Kathleen O’Beirne.
Einige der bekanntesten Bücher stellten sich später als Fälschung heraus. Dazu zählen etwa die Werke von Nasdijj (alias Timothy Patrick Barrus), James Frey, JT LeRoy, Laurel Rose Willson, Binjamin Wilkomirski und Margaret Seltzer. Dabei war nicht immer klar, ob der Autor absichtlich betrogen hatte oder aber subjektiv an die Wahrheit seiner Erzählung glaubte.